# الدن (مینه‌سوتا)
الدن، مینه‌سوتا (به انگلیسی: Alden, Minnesota) یک شهر در ایالات متحده آمریکا است که در مینه‌سوتا واقع شده‌است.

## خصوصیات
الدن ۲٫۸۵ کیلومترمربع مساحت و ۶۶۱ نفر جمعیت دارد و ۳۸۷ متر بالاتر از سطح دریا واقع شده‌است.